# Alycia Debnam-Carey
Alycia Jasmin Debnam-Carey (Sydney, 20 de julho de 1993) é uma atriz e diretora australiana. Ela é mais conhecida por interpretar a personagem Lexa na série televisiva da The CW, The 100, Alicia Clark na série pós-apocalíptica da AMC, Fear the Walking Dead e Kaitlyn Johnson no filme Into the Storm. Em 2023, Alycia também ganhou destaque em Saint X do Hulu e The Lost Flowers of Alice Hart do Prime Video, nos papéis de Emily Thomas e Alice Hart, respectivamente.

## Biografia
Alycia Jasmin Debnam-Carey nasceu em 20 de julho de 1993. Ela é uma atriz da Austrália. Ela cresceu em Sydney, e graduou-se em Newtown High School of the Performing Arts, em 2011, onde ela era percussionista. Em 2010, em parceria com a Filarmônica de Berlim, ela e cerca de 40 outros músicos trabalharam juntos na composição de uma peça em um programa de duas semanas. Em seu último ano de escola, Debnam-Carey teve seus exames HSC e conseguiu obter faixa superior em seis de seus cursos.
Alycia vem atuando desde que ela tinha oito anos. Ela estrelou um curta metragem chamado Martha's New Coat. Também apareceu em Dance Academy, McLeod's Daughter, entre outras produções para a televisão. Ela começou a deixar sua marca em Hollywood quando viajou para os EUA pela primeira vez aos 18 anos, estrelando como o membro do elenco mais jovem em Next Stop Hollywood, um documentário de seis partes que seguiu seis atores australianos em disputa por papéis durante a estação piloto de TV dos EUA. A mãe dela, Leone Carey, é uma escritora de televisão e acompanhou Alycia em sua jornada.
O documentário foi ao ar em 2013, em ABC1 na Austrália. Desde então, vem atuando em grandes produções cinematográficas, como No Olho Do Tornado (2014). Além disso, ela teve papéis em muitos grandes filmes australianos curtas, e em 2013 conseguiu o papel principal no filme de TV The Devil's Hand (2014). Estrelou no piloto de Galyntine, no entanto, a série não foi continuada. Em 2014, Alycia foi a estrela convidada na segunda temporada da série de TV The 100, da The CW, como Comandante Lexa.
Durante a Comic Con realizada em San Diego, em julho de 2015, foi anunciado que Lexa voltaria para a terceira temporada de The 100 e que Alycia iria de fato retornar. Em 1 de dezembro de 2014, foi anunciado que ela havia sido escalada como Alicia Clark, um dos papéis principais, na série AMC Fear The Walking Dead, a série spin-off oficial de The Walking Dead. A estréia da série foi ao ar em 23 de agosto, 2015.

### Representatividade LGBT e Trevor Project -Lexa Deserved Better
Em "The 100", a personagem Lexa, a qual Alycia interpretava, foi morta durante o episódio 7 da terceira temporada, provocando revolta nos fãs que não esperavam isso logo após a cena de amor entre Lexa e Clarke (personagem protagonista da série interpretada por Eliza Taylor). Muitos fãs do seriado viram como um ataque a personagens LGBT's, alegando que nenhum casal homo afetivo tem um final feliz.
O caso virou assunto durante a semana no Twitter, onde os fãs dominaram os trending topics com tags expondo seu desgosto e exigindo respeito dos produtores e roteiristas de séries. LGBT Fans Deserve Better, foi uma das tags mais tweetadas onde a partir dela, conseguiram arrecadar aproximadamente mais de $ 113 000 para o The Trevor Project, uma organização que fornece apoio para jovens LGBT - também para aqueles que estão questionando sua sexualidade.[carece de fontes?]

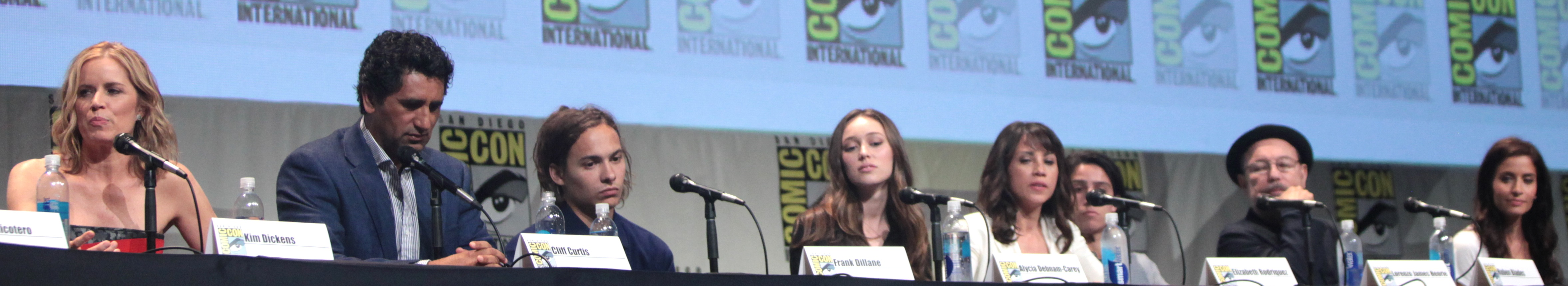
Alycia no painel de Fear The Walking Dead na Comic Con

Alycia soube do projeto durante uma entrevista na PaleyFest, evento onde séries de TV divulgam suas novas temporadas, no caso, a atriz foi participar do painel de Fear The Walking Dead. Alycia surpreendeu-se com a reação dos fãs: 
"Meu Deus, que coisa incrível de se descobrir. Eu acho que o que também é importante saber naquele momento é que teve um resultado tão positivo para um evento tão traumático que as pessoas experimentam com a perda daquela personagem. Traumático talvez seja uma palavra forte, mas eu sei que houve uma negatividade acontecendo de alguma forma, mas isso que é tão importante de descobrir, como um problema social, ter ímpeto para aquilo e desenvolver em uma maneira positiva, isso é tão importante. Eu estou tão movida por isso. Porém, de modo geral, sabemos que, como diz o lema do seriado, o bem maior exige um sacrifício."[carece de fontes?]
A atriz também disse estar surpresa com a fúria e a intensidade dos fãs após a morte de Lexa.[carece de fontes?]
Alycia volta para The 100 no último episódio da terceira temporada, onde novamente sua personagem, Lexa, morre em sacrifício a Clarke. Muitos dizem que isso aconteceu apenas como uma forma de Jason Rothenberg, produtor e criador da série, se redimir perante aos fãs, para tentar corrigir seu erro quando matou o personagem mais querido da série. Desde de sua morte, a série teve uma drástica queda na audiência.[carece de fontes?]

## Filmografia
| Ano         | Título                           | Papel            | Notas                    |
| ----------- | -------------------------------- | ---------------- | ------------------------ |
| 2003        | Martha's New Coat                | Elsie            | TV Filme                 |
| 2006        | McLeod's Daughters               | Chloe Sanderson  | Episódio 6x12            |
| 2008        | Jigsaw Girl                      | Caitlyn          | Curta-metragem           |
| 2008        | Dream Life                       | Cassie           | TV Filme                 |
| 2010        | At the Tattooist                 | Jane             | Curta-metragem           |
| 2010        | Dance Academy                    | Mia              | Episódio 1x06            |
| 2011        | The Branch                       | Desconhecido     | Curta-metragem           |
| 2014        | No Olho do Tornado               | Kaitlyn          | Filme                    |
| 2014        | The Devil's Hand                 | Mary             | Filme                    |
| 2014        | Galyntine                        | Essin            | Piloto cancelado         |
| 2014 - 2020 | The 100                          | Lexa             | 16 episódios             |
| 2015- 2023  | Fear The Walking Dead            | Alicia Clark     | Série; Protagonista      |
| 2016        | Friend Request                   | Laura            | Filme; Protagonista      |
| 2019        | A Violent Separation             | Frances Campbell | Filme; Protagonista      |
| 2023        | Saint X                          | Emily Thomas     | Minissérie; Protagonista |
| 2023        | As Flores Perdidas de Alice Hart | Alice Hart       | Minissérie; Protagonista |
| 2024        | It's What's Inside               | Nikki            | Filme                    |
| 2025        | Apple Cider Vinegar              | Milla Blake      | Minissérie               |
| Sem Data    | Lovebug                          | Daphne           | Filme                    |

### Clipes Musicais
| Ano  | título             | Artista                       |
| ---- | ------------------ | ----------------------------- |
| 2010 | Eli                | Mailer Daemon / Lincoln Davis |
| 2011 | She's Like a Comet | Jebediah                      |

## Prêmio e Nomeações
| Ano  | Prêmio                           | Categoria                       | Trabalho | Resultado | Fonte(s) |
| ---- | -------------------------------- | ------------------------------- | -------- | --------- | -------- |
| 2015 | MTV Fandom Awards                | OTP do ano (com Eliza Taylor)   | The 100  | Indicado  | [ 1 ]    |
| 2015 | E! Online Best. Ever. TV. Awards | Melhor Beijo (com Eliza Taylor) | The 100  | Venceu    | [ 2 ]    |
| 2015 | E! Online Best. Ever. TV. Awards | Melhor Ator Convidado           | The 100  | Venceu    | [ 2 ]    |
| 2016 | Zimbio TV Couples March Madness  | OTP do ano (com Eliza Taylor)   | The 100  | Venceu    | [ 3 ]    |